# Tariq Anwar
Tariq Anwar (ur. 21 września 1945 w Nowym Delhi) − pochodzący z Indii montażysta filmowy, zamieszkały i pracujący w Stanach Zjednoczonych i Anglii. Dwukrotnie nominowany do Oscara za najlepszy montaż.
Jest synem aktora i reżysera filmowego Rafiqa Anwara. Żonaty z Sharon, jest ojcem aktorki Gabrielle Anwar.

## Filmografia
- Jak zostać królem (The King’s Speech, 2010)
- Prawo zemsty (Law Abiding Citizen, 2009)
- Droga do szczęścia (Revolutionary Road, 2008)
- Dobry agent (The Good Shepherd, 2006)
- Królowa sceny (Stage Beauty, 2004)
- Sylvia (2003)
- Leo (2002)
- Alien Love Triangle (2002)
- Ostrość widzenia (Focus, 2001)
- Zielone kraty (Greenfingers, 2000)
- Światła sceny (Center Stage, 2000)
- American Beauty (1999)
- Herbatka z Mussolinim (Tea with Mussolini, 1999)
- Prawo jest dla frajerów (Bodywork, 1999)
- Moja miłość (The Object Of My Affection, 1998)
- Kuzynka Bette (Cousin Bette, 1998)
- Miłość i śmierć w Wenecji (The Wings of the Dove, 1997)
- Czarownice z Salem (The Crucible, 1996)
- Groteska (Grotesque, 1995)
- Szaleństwo króla Jerzego (The Madness of King George, 1994)
- Vaterland − Tajemnica III Rzeszy (Fatherland, 1994)
- Działo zagłady (Doomsday Gun, 1994)
- Zakładnik (Hostage, 1993)
- All or Nothing at All (1993)
- Harnessing Peacocks (1992)
- Galahad of Everest (1991)
- Podejrzenie (Under Suspicion, 1991)
- The Orchid House (1991)
- March (1990)
- The Mountain and the Molehill (1989)
- One Way Out (1989)
- The Monocled Mutineer (1986)
- Czuła jest noc (Tender Is the Night, 1985)
- Knockback (1984)
- Jaskółki i amazonki: Klub łyski (Swallows & Amazons: Coot Club, 1983)
- Caught on a Train (1980)
- Oppenheimer (1980) (serial TV)
- Doktor Who (1977-1983) (serial TV)

## Nagrody i wyróżnienia
- 1980:
  - BAFTA Television Award w kategorii najlepszy montaż filmowy − Oppenheimer
- 1999:
  - BAFTA Film Award w kategorii najlepszy montaż filmowy − American Beauty
  - nominacja do Oscara w kategorii montaż filmowy − American Beauty